# گابریلا پوتوراک
گابریلا پوتوراک (به انگلیسی: Gabriela Potorac) ژیمناست زادهٔ ۶ فوریهٔ ۱۹۷۳ میلادی اهل کشور رومانی است.